# Kyōbashi-ku (Tokio)
Kyōbashi (jap. 京橋区, -ku) war ein Stadtbezirk der Stadt Tokio (Tōkyō-shi) in der alten Präfektur Tokio (Tōkyō-fu).
Eingerichtet wurde der Bezirk wie die übrigen 14 Stadtbezirke Tokios mit dem gun-ku-chō-son-hensei-hō („Gesetz über die Organisation von Landkreisen, Bezirken, Städten und Dörfern“), eines der „drei neuen Regionalgesetze“ (地方三新法, chihō san shin-hō), die 1878 von der Meiji-Regierung (Dajōkan) erlassen wurden. Er wurde Teil der von 1889 bis 1943 bestehenden Stadt Tokio und wurde 1947 mit dem alten Stadtbezirk Nihombashi zum „Sonderbezirk“ Chūō („Mitte“) zusammengelegt.
Der Bezirk Kyōbashi umfasste die heutigen Stadtteile Kyōbashi, Ginza und Yaesu 2-chōme und die östlich und südöstlich davon gelegenen Gebiete darunter auch das heutige Tsukiji, wo sich die Bezirksverwaltung befand, zusammen etwa die südliche Hälfte des heutigen Chūō.